# Råhpesoaivrivier
De Råhpesoaivrivier (Zweeds: Råhpesoaivjåkka of Råhpesoaivjohka) is een beek die stroomt in de Zweedse  gemeente Kiruna. De beek ontvangt haar water van de berg Råhpesoaivi van 729 meter hoog. De beek stroomt naar het noorden en stroomt na circa 7 kilometer in de Lainiorivier.
Afwatering: Råhpesoaivrivier → Lainiorivier → Torne → Botnische Golf